# Michtav Le'David
Michtav Le'David (englischer Titel: A Letter to David) ist ein Dokumentarfilm des Filmemachers Tom Shoval über David Cunio, der während des Terrorangriffs auf Israel am 7. Oktober 2023 von der Hamas aus dem Kibbuz Nir Oz entführt wurde und seitdem als Geisel in Gaza festgehalten wird. Der Film feierte seine Weltpremiere auf der 75. Berlinale.

## Handlung

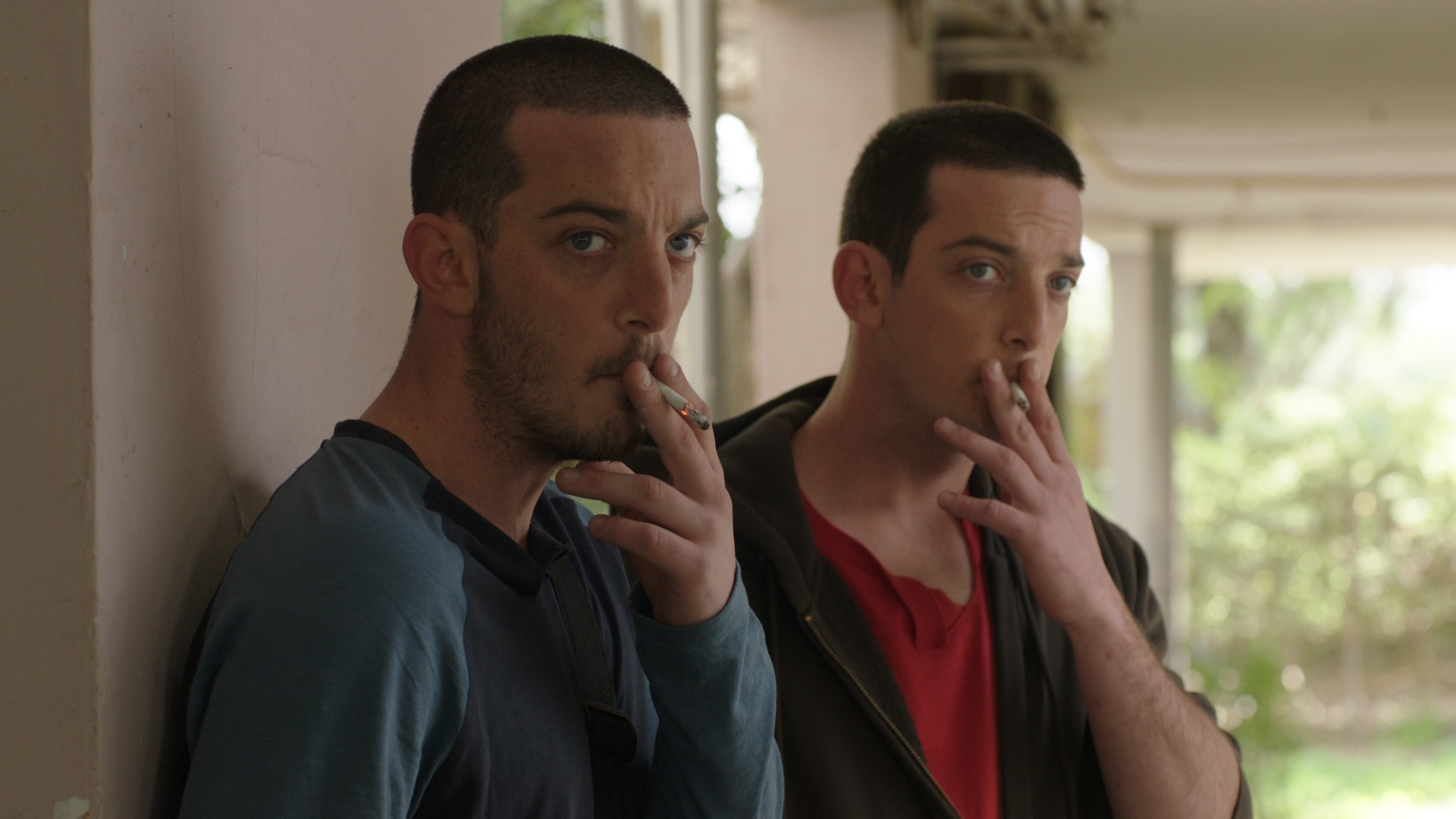
Eitan und David Cunio im Film HaNoar – Youth (2013)

Eitan und David sind Zwillingsbrüder, ihr Leben ist geprägt von einer innigen Verbindung zueinander. Diese wird in verschiedenen Videosequenzen aus unterschiedlichen Phasen ihres Lebens dargestellt. Schon als Jugendliche begeistern sie sich für das Medium Film und entscheiden sich schließlich auch beruflich für die Filmbranche. Sie spielen die Hauptrollen im preisgekrönten Film Youth, einem antimilitaristischen Werk, das auch eine Geiselnahme thematisiert.
In einigen Szenen wird bisher unveröffentlichtes Behind-the-Scenes-Material und Casting-Aufnahmen von Youth gezeigt, die mit der Gegenwart in Verbindung stehen: David wurde am 7. Oktober zusammen mit seiner Frau und seinen Töchtern von Hamas-Terroristen aus dem Kibbuz Nir Oz entführt. Seine Frau und seine Töchter werden nach 52 Tagen im Rahmen eines Abkommens zwischen Israel und der Hamas freigelassen. Auch ihre Freunde Yarden und Shirin Bibas, die ebenfalls in Nir Oz lebten, werden zusammen mit ihren beiden Kleinkindern von der Hamas entführt. Ein weiterer Freund, Ronen Engel, der am 7. Oktober mit seiner Frau und seinen Kindern aus dem Kibbuz verschleppt und als Geisel genommen wird, wird später von der Hamas ermordet. Die filmischen Erinnerungen vermischen sich mit aktuellen Aufnahmen und zeichnen das Weiterleben mit den Folgen des Krieges nach.

## Hintergründe und Produktion
Der Regisseur und Drehbuchautor Tom Shoval befand sich in Berlin, als er vom Terroranschlag der Hamas auf Israel erfuhr. Er versuchte, Kontakt zu den Hauptdarstellern seines Regiedebüts Youth aufzunehmen. Erst später erhielt er die Nachricht, dass David Cunio, seine Frau und ihre kleinen Kinder von der Hamas entführt worden waren. Shovals persönlicher Filmbrief feierte am 14. Februar 2025 in der Sektion „Dokumentarische Form“ der Berlinale seine Weltpremiere.
David Cunio spielte 2013 gemeinsam mit seinem Bruder Eitan Cunio die Hauptrolle im Film Youth, der im selben Jahr seine Weltpremiere auf der 63. Berlinale feierte. Als Hauptdarsteller des Films nahm David Cunio am Festival teil; Youth wurde in der Sektion Panorama gezeigt. Regisseur Tom Shoval kritisierte die Berlinale dafür, dass sie die Entführung von David Cunio an keiner Stelle thematisierte: „Wenn Filmemacher oder Schauspieler in Gefahr sind, stand die Berlinale in der Vergangenheit hinter diesen Menschen.“
Tom Shoval berichtete, dass Youth das Leben von David Cunio prägte, er lernte während der Filmarbeiten seine spätere Frau kennen, die als PR-Managerin für den Film arbeitete: „Wir befinden uns inmitten einer Tragödie. Das ist keine politische Positionierung. Es geht hier nicht um Juden, Israelis oder Palästinenser, um rechts oder links. David Cunio war unschuldig, er war kein Soldat, und die Tatsache, dass niemand etwas darüber sagen kann, ist auch eine Tragödie.“
Im Abspann des Films wird erwähnt, dass David Cunio nicht zu den Geiseln gehört, die während der Waffenruhe 2025 zwischen Israel und Gaza freigelassen werden.
Der Film wurde für den Amnesty International Filmpreis nominiert.
Am 13. Februar 2025, kurz vor der Eröffnungsgala der Berlinale, erinnerten prominente Schauspieler und mehrere Dutzend Menschen am Roten Teppich sowie am Potsdamer Platz an den israelischen Schauspieler David Cunio und dessen jüngeren Bruder Ariel, die seit dem 7. Oktober 2023 als Geiseln der Hamas im Gazastreifen festgehalten werden. Unter den Teilnehmern der Solidaritätsaktion waren Andrea Sawatzki, Ulrich Matthes und Berlinale-Leiterin Tricia Tuttle, die Bilder von David Cunio mit der Aufschrift „Bring David Cunio Home“ hochhielten. Die Solidaritätsaktion fand am Vorabend der Premiere des Dokumentarfilms statt. Tricia Tuttle erklärte in Interviews, dass das Berlinale-Team bereits 2024 gebeten worden sei, sich bei der Abschlussgala für Cunio einzusetzen. Dies sei versäumt worden, weshalb sie ankündigte, sich bei Cunio und dessen Familie zu entschuldigen. Im Juli 2025 sind Vorstellungen des Films beim Internationalen Filmfestival Karlovy Vary geplant.